# Symphonie inachevée (film)
Pour plus de détails, voir Fiche technique et Distribution.
Symphonie inachevée (Sinfonia d’amore) est un film franco-Italien réalisé par Glauco Pellegrini et sorti en 1956.
Son titre fait référence à la Symphonie nº 8 de Schubert dite « inachevée ».

## Synopsis
Les dix dernières années de la brève vie du compositeur viennois Franz Schubert, sa relation sentimentale avec la soprano Thérèse Grob puis ses amours interrompues avec sa jeune et belle élève, la comtesse Caroline Esterházy.

## Fiche technique
- Titre original : Sinfonia d’amore
- Titre français : Symphonie inachevée
- Réalisateur : Glauco Pellegrini
- Scénario : Glauco Pellegrini, Leonardo Benvenuti, Tullio Pinelli, Furio Scarpelli, Liana Ferri, Agenore Incrocci
- Décors : Luigi Scaccianoce
- Costumes : Vittorio Nino Novarese
- Photographie : Mario Montuori
- Musique : Carlo Rustichelli (pianiste : Gino Ganini)
- Pays d’origine :  France,  Italie
- Langue originale : italien
- Production : Antonio Musu, Luigi Rovere
- Sociétés de production : Imperial (France), Cines (Italie), ENIC (it) (Italie)
- Société de distribution : Filmonde (France)
- Format : couleur (Technicolor) – 35 mm – 1.37:1 – son monophonique
- Genre : biographie, drame
- Durée : 95 minutes
- Dates de sortie : 
  - Italie : 1956[réf. à confirmer][Note 1]
  - France : 8 mars 1957[1]
- (fr) Classification et visa CNC : mention « tous publics », visa d'exploitation no 18626 délivré le 15 février 1957
- Affiche : Jean Mascii (France)

## Distribution
- Claude Laydu (VF : lui-même) : Franz Schubert
- Marina Vlady (VF : Martine Sarcey) : la comtesse Caroline Esterházy
- Lucia Bosé (VF : Jacqueline Ferrière) : Therese Grob (en)
- Jone Salinas (VF : Lita Recio) : Colomba Calafatti
- Paolo Stoppa (VF : Jean Brochard) : Calafatti
- Gino Bechi (VF : Jacques Eyser) : le baryton Johann Michael Vogl
- Silvio Bagolini (VF : Georges Hubert) : Johann Mayrhofer (Jean-Marie en VF)
- Rosanna Carteri (VF : Nadine Alari) : la comtesse Sonia Esterházy
- Riccardo Fellini (VF : Gérald Castrix) : l'artiste-peintre Leopold Kupelwieser
- Nicola Monti
- Heinz Moog (VF : Jacques Berlioz) : le comte Esterhazy
- Edoardo Toniolo (VF : Jean-Henri Chambois) : le comte (prince en VF) Zilhay

## Production

### Tournage
- Début des prises de vue : été 1954.
- Extérieurs : 
  - Autriche : Vienne,
  - Hongrie.
- Marina Vlady[2] : « Le film Sinfonia d’amore, plus gros budget de l’année en Europe, est mis en scène par un fou de musique. […] Glauco Pellegrini est un tyran qui dirige sa troupe comme un chef d’orchestre aussi exigeant que tatillon. La moindre fausse note provoque sa fureur. […] Dans le film domine la musique. Beethoven, le maître de Schubert, y tient une grande place. La scène imaginaire où Schubert l’écoute interpréter la Sonate au clair de lune, la nuit, dans le parc de sa demeure, est fort belle, tournée en Technicolor par une équipe venue spécialement de Grande-Bretagne. […] On assiste à un superbe concert illustré de belles images. Ce qui, au cinéma, ne suffit pas… […] Malgré tous les efforts de Glauco Pellegrini pour réaliser un film majeur, il n’en restera qu’une série de beaux clichés sans âme. […] Je découvre à cette occasion le rôle primordial du montage. […] En fait, tout peut encore changer au cours du montage. On peut améliorer un matériel médiocre, mais on peut aussi, hélas ! « saloper » des rushes magnifiques. Sinfonia d’amore en est un exemple. »

### Musiques additionnelles
- Franz Schubert : Ave Maria, Symphonie inachevée, Fantaisie en fa mineur.
- Ludwig van Beethoven : Sonate au clair de lune.
- Wolfgang Amadeus Mozart.
- Gioachino Rossini.
- Niccolò Paganini.
- Carl Maria von Weber

## Accueil
- (it) Intermezzo[3] : « Cette nouvelle évocation de la vie de Schubert a été conçue et réalisée diligemment, efficacement illustrée avec les célèbres mélodies du grand musicien et surtout avec une atmosphère de bon ton. C’est l’interprétation qui n’est pas toujours satisfaisante »[Note 2].
- (it) Il Morandini 2008[4] : « Pavé de bonnes intentions, le résultat s’avère très discutable. Les personnages étant inconsistants, il est impossible d'évaluer les interprètes. Le Technicolor est utilisé avec raffinement par Mario Montuori. Le choix des musiques de Schubert reste conventionnel et insuffisant : l'Ave Maria, un peu de l'Inachevée, un peu de la Fantaisie en fa mineur, quelques lieder et beaucoup de Beethoven, de Weber, de Paganini, de Rossini ne parviennent pas à construire une fresque viennoise convaincante »[Note 2].